# 目白山下駅
目白山下駅（めじろやましたえき）は、神奈川県藤沢市片瀬にある、湘南モノレール江の島線の駅である。駅番号はSMR7。

## 歴史
- 1971年（昭和46年）7月1日：開業[1]。
- 2018年（平成30年）4月1日：ICカード「PASMO」の利用が可能となる[2]。簡易改札機で対応[3]。

## 駅構造

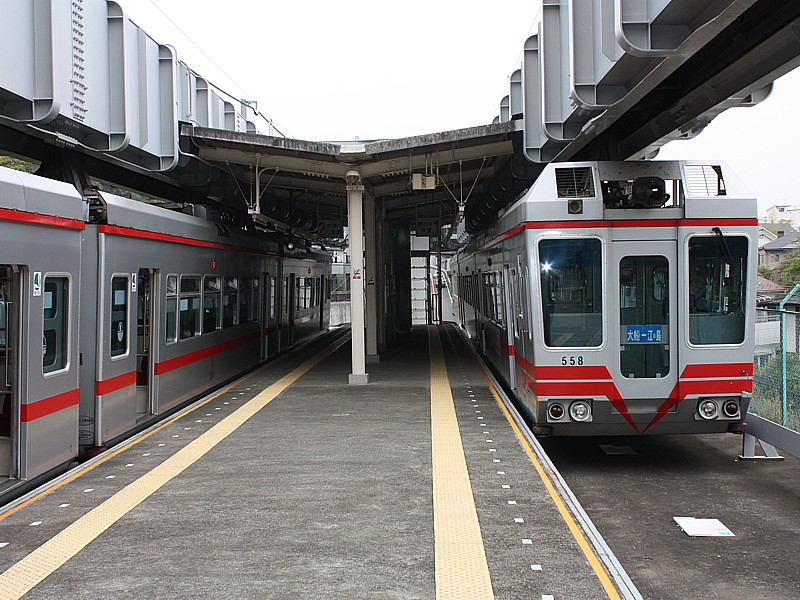
ホーム（2008年4月）

島式ホーム1面2線を有する高架駅である。但し、ホーム湘南江の島方はトンネルのため地表と接している。エスカレータやエレベーターは設置されておらず、駅の外部へは階段のみでの乗降となる。無人駅のため改札口は無く、
乗車時には自動券売機で乗車券を購入し、
降車時には駅備え付けの「切符入れ」に使用済の乗車券を客が各自で入れる。
券売機脇に駅係員連絡用インターホンが設置されている。

### のりば
| 番線 | 路線      | 行先               |
| ---- | --------- | ------------------ |
| 1    | ■江の島線 | 湘南江の島ゆき     |
| 2    | ■江の島線 | 湘南深沢・大船方面 |

## 利用状況
湘南モノレール及び藤沢市内の鉄道駅では最も乗降客数の少ない駅である。近年の1日平均乗車人員推移は下記の通り。
| 年度               | 1日平均 乗車人員 | 出典     |
| ------------------ | ---------------- | -------- |
| 1998年（平成10年） | 136              | [ * 2 ]  |
| 1999年（平成11年） | 139              | [ * 3 ]  |
| 2000年（平成12年） | 133              | [ * 3 ]  |
| 2001年（平成13年） | 135              | [ * 4 ]  |
| 2002年（平成14年） | 131              | [ * 4 ]  |
| 2003年（平成15年） | 138              | [ * 5 ]  |
| 2004年（平成16年） | 144              | [ * 5 ]  |
| 2005年（平成17年） | 158              | [ * 6 ]  |
| 2006年（平成18年） | 150              | [ * 6 ]  |
| 2007年（平成19年） | 140              | [ * 7 ]  |
| 2008年（平成20年） | 137              | [ * 7 ]  |
| 2009年（平成21年） | 137              | [ * 8 ]  |
| 2010年（平成22年） | 140              | [ * 8 ]  |
| 2011年（平成23年） | 132              | [ * 9 ]  |
| 2012年（平成24年） | 118              | [ * 9 ]  |
| 2013年（平成25年） | 122              | [ * 10 ] |
| 2014年（平成26年） | 109              | [ * 11 ] |
| 2015年（平成27年） | 121              | [ * 11 ] |
| 2016年（平成28年） | 117              | [ * 12 ] |
| 2017年（平成29年） | 118              | [ * 13 ] |
| 2018年（平成30年） | 184              | [ * 13 ] |
| 2019年（令和元年） | 200              | [ * 14 ] |
| 2020年（令和02年） | 148              | [ * 15 ] |
| 2021年（令和03年） | 171              | [ * 16 ] |
| 2022年（令和04年） | 206              | [ * 17 ] |
| 2023年（令和05年） | 235              | [ * 1 ]  |

## 駅周辺
徒歩連絡により下記の路線へ乗り換え可能だが、連絡運輸は行われていない。
- 腰越駅江ノ島電鉄線 - 徒歩8分
- 片瀬山公園
- 長山
- 片瀬山隧道（本路線の当駅から湘南江の島方への隧道）
- 湘南白百合学園中学・高等学校
- 鎌倉市立腰越小学校

## 隣の駅
湘南モノレール
■江の島線
片瀬山駅（SMR6） - 目白山下駅（SMR7） - 湘南江の島駅（SMR8）